# Сіроне
Сіроне (італ. Sirone) — муніципалітет в Італії, у регіоні Ломбардія,  провінція Лекко.
Сіроне розташоване на відстані близько 500 км на північний захід від Рима, 35 км на північ від Мілана, 12 км на південний захід від Лекко.
Населення — 2404 особи (2014).
Щорічний фестиваль відбувається 4 листопада. Покровитель — San Carlo.

## Демографія
Населення за роками:

Станом на 1 січня 2023 року в муніципалітеті офіційно проживали 163 іноземці з 26 країн, серед них 17 громадян країн Євросоюзу та 5 громадян України.

## Сусідні муніципалітети
- Барцаго
- Дольцаго
- Гарбаньяте-Монастеро
- Мольтено
- Оджоно